# Rurouni Kenshin: The Final
Rurouni Kenshin: The Final (るろうに剣心 最終章 The Final?, Rurouni Kenshin: Saishūshō – Za Fainaru) è un film giapponese del 2021 basato sull'omonima serie di manga di Nobuhiro Watsuki che funge da quarto capitolo della serie di film Rurouni Kenshin dopo Rurouni Kenshin: The Legend Ends. Il film adatta l'arco finale della serie manga, anche se alcuni elementi della storia differiscono. Il film è stato prodotto contemporaneamente al quinto e ultimo capitolo della serie cinematografica Rurouni Kenshin: The Beginning, che funge da prequel diretto di The Final, con scene flashback tratte da The Beginning. Come i film precedenti, è stato diretto e scritto da Keishi Ōtomo. Il film è stato distribuito da Netflix.
Il film è stato ben accolto al botteghino al punto che è stato uno dei film di maggior incasso nel 2021. I critici hanno elogiato la narrazione incentrata sulla ricerca di redenzione di Kenshin e sulla sua rivalità con il minaccioso Enishi. Sebbene la trama abbia diverse modifiche al manga originale, è stato notato che è fedele ai temi della fonte. Le esibizioni di Takeru Satō e Mackenyu sono state elogiate, così come le scene di combattimento coreografate.

## Trama
Il capo della mafia di Shanghai, Enishi Yukishiro, arriva a Tokyo per cercare l'ex assassino governativo Kenshin Himura. Lui e i suoi alleati, che hanno tutti rancore con Kenshin, iniziano il loro assalto a Tokyo. Prima sparano con un cannone al ristorante Akabeko, causando numerose vittime. Kenshin indaga sulla fonte dell'attacco, scoprendo una nota con i caratteri scritti jinchū (人誅, lett. "giudizio dell'uomo"). Più tardi, Enishi invia uno dei suoi alleati a distruggere il Dojo di Maekawa, e un altro a casa del capo della polizia. Dopo essere stato avvisato degli attacchi, Sanosuke Sagara si dirige al Dojo di Maekawa mentre Kenshin si precipita a controllare il capo della polizia e sconfigge l'alleato di Enishi. Sulla via del ritorno, Kenshin viene affrontato da Enishi, identificandosi come l'istigatore di tutti gli attacchi affermando che il suo obiettivo è che Kenshin soffra lo stesso dolore che ha provato quando Kenshin ha ucciso sua sorella, Tomoe Yukishiro.
Kenshin torna al Kamiya Kasshin Ryu Dojo, rivelando a Kaoru Kamiya, Sanosuke, Yahiko Myōjin e Megumi Takani che quindici anni prima, quando lavorava per gli imperialisti, aveva sposato Tomoe, che a sua insaputa era una spia dello shogunato. La sua intenzione originale era quella di uccidere Kenshin per vendicare Kiyosato Akira, colui che ha dato a Kenshin la sua prima cicatrice e il defunto fidanzato di Tomoe. Tuttavia, i due si innamorarono e si sposarono. Quando gli assassini con cui si alleò cercarono di tendere un'imboscata a Kenshin, Tomoe si sacrificò per proteggere Kenshin, ma fu accidentalmente uccisa da Kenshin stesso. Prima del suo ultimo respiro, Tomoe ha impugnato un coltello e gli ha dato l'altra cicatrice, con conseguenti cicatrici a forma di croce che porta.
I membri di Oniwabanshu Aoshi Shinomori e Misao Makimachi arrivano a Tokyo per assistere Kenshin e portare anche il diario di Tomoe che era stato lasciato in un tempio a Kyoto per sicurezza. Saito e le sue truppe di polizia furono inviati in una trappola tesa da Cho Sawagejo, che si rivelò lavorare con la mafia di Shanghai. Le mongolfiere sono viste al cielo, diffondendo giornali con scritte jinchū. Successivamente, le truppe di Enishi iniziano a bombardare varie aree di Tokyo. Durante gli attacchi, Shinomori viene ferito cercando di proteggere le persone da un'esplosione, mentre Kenshin combatte e sconfigge uno degli alleati di Enishi, l'uomo responsabile dell'attacco al ristorante Akabeko. Nel frattempo, Enishi arriva al Kamiya Kasshin Dojo, picchiando gli studenti del dojo e Sanosuke, per poi rapire Kaoru. Enishi non è in grado di uccidere Kaoru perché gli ricorda sua sorella.
Kenshin si prepara ad affrontare Enishi e a redimersi per la morte di Tomoe. Kenshin lotta mentre appare la mafia. Misao, Saito e il ferito Sanosuke si riuniscono per aiutare Kenshin. Kenshin entra quindi nella villa di Enishi dove incontra Wu Heishin e le sue guardie, a cui Enishi ha passato il comando della mafia di Shanghai. Il suo ex nemico Sōjirō Seta appare, rivelando che è diventato un vagabondo e dalle parole di Kenshin, è stato in grado di andare avanti dal suo passato, spingendo Sojiro ad aiutare Kenshin invece di ripagare il suo debito tenendo a bada il nemico mentre Kenshin si dirige alla ricerca di Enishi. Il suo nemico vuole che si suicidi per la morte di sua sorella e i suoi peccati come ex assassino. Kenshin cede, fermerà Enishi per il bene dei suoi amici e di Tomoe piuttosto per ripagare i suoi peccati. I due continuano la loro battaglia con Kenshin che batte Enishi, fino a quando Enishi lo pugnala con un pugnale, ma Kenshin prende l'accoltellamento e finalmente si scusa con il suo rivale distrutto. Heishin appare e cerca di uccidere Kenshin con una pistola, ma Kaoru interviene. Enishi protegge Kaoru e cerca di uccidere Heishin fino a quando Kenshin non lo ferma, ringraziandolo per aver protetto Kaoru.
In seguito, Enishi viene arrestato e scoppia di lacrime mentre legge il diario di Tomoe inviato da Kaoru mentre finalmente capisce la decisione finale di sua sorella. Alla fine, Kenshin e Kaoru visitano la tomba di Tomoe per ringraziarla, mentre si tengono per mano mentre se ne vanno.

## Personaggi

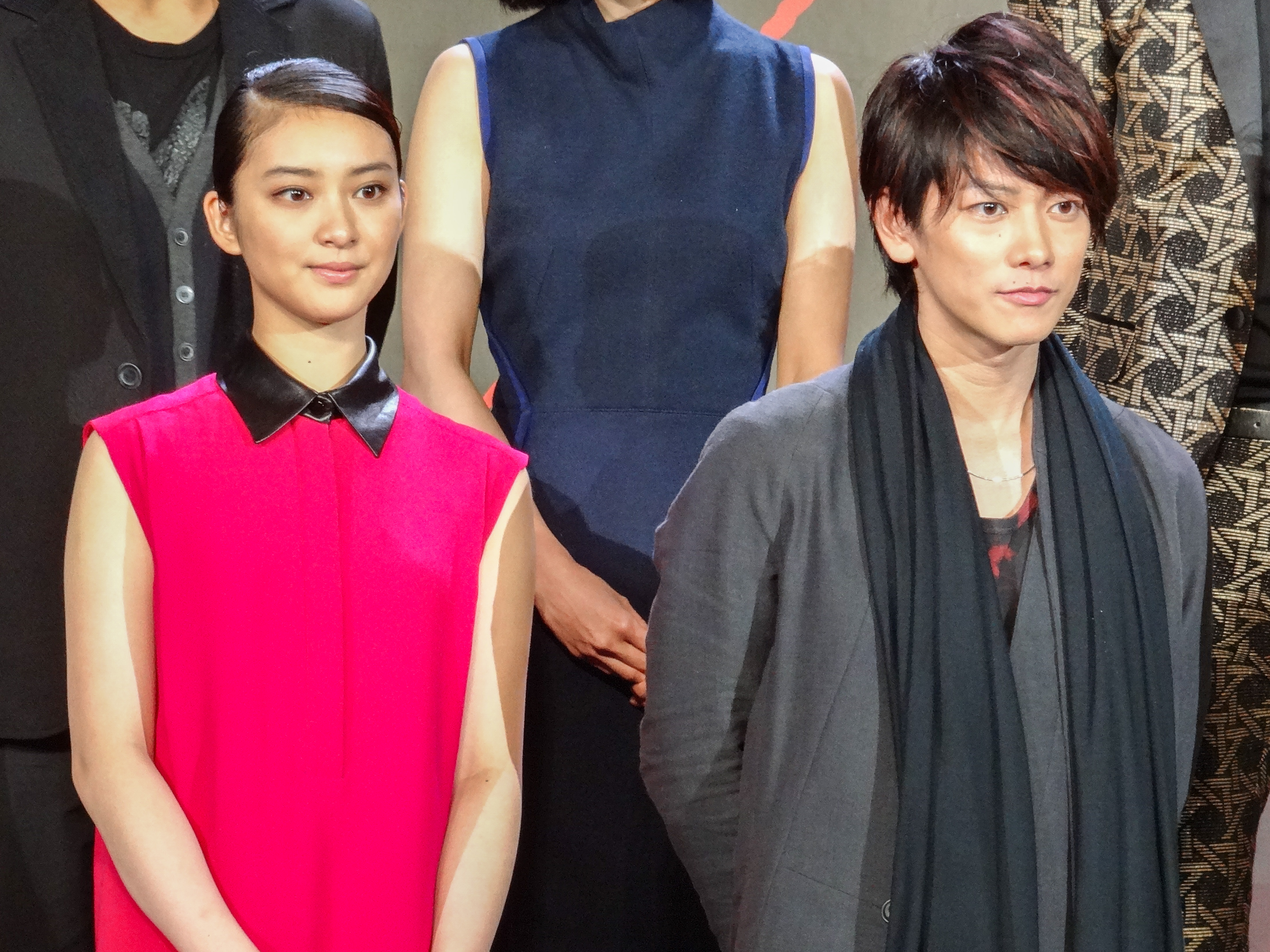
Takeru Satō ed Emi Takei, che interpretano rispettivamente Kenshin e Kaoru, hanno avuto difficoltà a recitare nei loro personaggi a causa della quantità di anni trascorsi dal film precedente.

- Kenshin Himura interpretato da Takeru Satō
- Kaoru Kamiya interpretata da Emi Takei
- Enishi Yukishiro interpretato da Mackenyu
- Tomoe Yukishiro interpretata da Kasumi Arimura
- Hajime Saitō interpretato da Yōsuke Eguchi
- Sanosuke Sagara interpretata da Munetaka Aoki
- Megumi Takani interpretata da Yū Aoi
- Aoshi Shinomori interpretato da Yusuke Iseya
- Yahiko Myōjin interpretato da Riku Ohnishi
- Misao Makimachi interpretata da Tao Tsuchiya
- Chō Sawagejō interpretato da Ryōsuke Miura
- Heishin Woo interpretato da Takuma Oto'o
- Capo Uramura interpretato da Shingo Tsurumi
- Miyauchi Maekawa interpretato da Takeo Nakahara
- Toshiyoshi Kawaji interpretato da Mantarō Koichi
- Hyōgo Kujiranami interpretato da Shinnosuke Abe
- Hyōko Otowa interpretato da Shuntaro Yanagi
- Tenmon Inui interpretato da Joey Iwanaga
- Mumyōi Yatsume interpretato da Eiki Narita
- Sōjirō Seta interpretato da Ryūnosuke Kamiki

Con l'eccezione di Kaito Ōyagi (Yahiko), tutti i personaggi precedenti hanno gli stessi attori dei film precedenti.

## Produzione

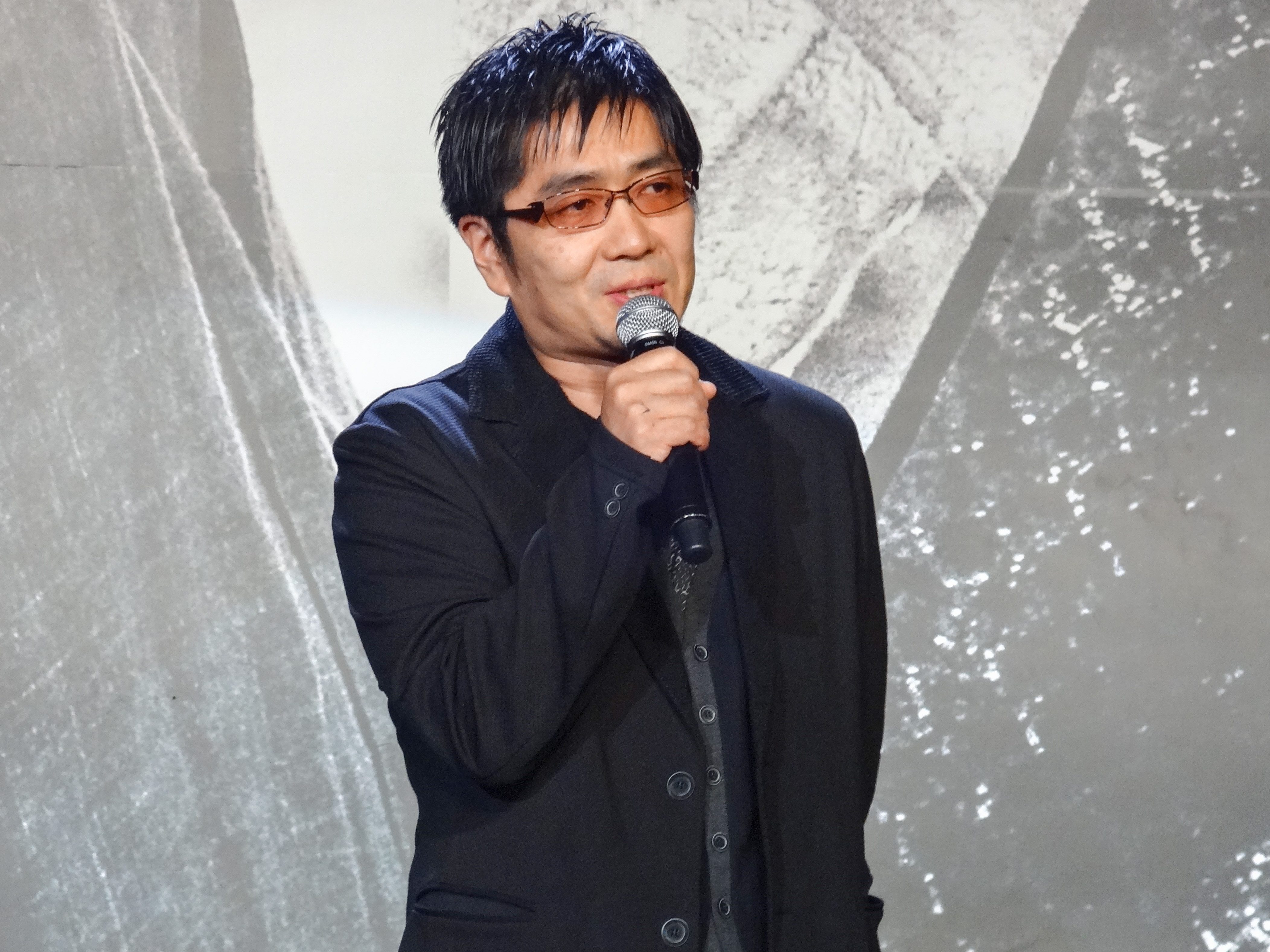
Regista del film Keishi Ōtomo

Dopo i film duologici "Kyoto arc" della serie, il regista Keishi Ōtomo ha notato che ci sono anche circostanze in cui i miei progetti stanno progredendo in vari modi. Quindi, prima di tutto, hanno fatto prendere l'iniziativa allo staff e procedere. Otomo è iniziato intorno alla primavera del 2018. La sceneggiatura era abbastanza difficile secondo il regista. Per farlo, ho pensato che in The Final, doveva disegnare Tomoe Yukishiro con fermezza. D'altra parte, in questo The Final, appare una bambola che assomiglia a Kaoru. Ha aggiunto che Kaoru pensa che sia morta e spinge Kenshin alla disperazione. Otomo pensa che possa essere espresso senza problemi se si tratta di un manga, ma è molto difficile quando si tratta di live-action. Quando ci pensava, Otomo pensava che Enishi e Kenshin avrebbero combattuto per una donna di nome Tomoe, e quella sensazione era molto forte. Per Kenshin, Tomoe è una persona destinata e l'unica donna che ama che ha sollevato la tragica relazione tra Kenhsin ed Enishi. Con una parte come l'asse, una serie di azioni trascendentali. Otomo sta scrivendo la sceneggiatura pur avendo l'idea di "competere con l'azione il più possibile". In contrasto con The Beginning, The Final ha un'atmosfera eclettica giapponese-occidentale nell'era Meiji, quindi i luoghi con quell'atmosfera sono un po' 'limitati.

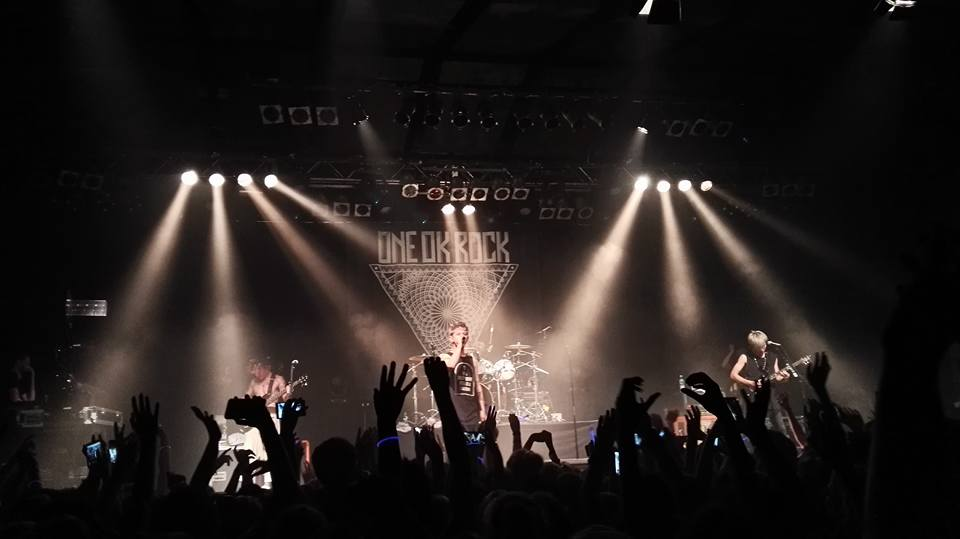
One Ok Rock ha eseguito il tema principale del film

Sebbene basato sull'arco di Jinchu di Rurouni Kenshin, Takeru Satoh ha spiegato nel dicembre 2020 che il film sarebbe stato diverso dal materiale originale. Ha dichiarato di essere preoccupato se l'autore del manga Nobuhiro Watsuki avrebbe apprezzato il film dal momento che contiene una storia originale. Tuttavia, Watsuki gli ha inviato una lettera in risposta che era in grado di sentirsi completamente immerso nel mondo del film. Satoh è stata sollevata nel sentire i pensieri di Watsuki sul film. Il tema principale di The Final è come Kenshin vivrà in futuro. Satoh ha dichiarato che era importante per il film risolvere la lotta contro il limite, per quanto riguarda la redenzione di Kenshin. Afferma inoltre che il momento clou è lo stile di vita di Kenshin.
I piani per un altro sequel erano stati rivelati da Daily.co.jp il 4 settembre 2017, in relazione alla violazione del contratto dell'attrice principale Emi Takei a causa del suo matrimonio con il membro della band Exile Takahiro, così come la sua gravidanza. Takei aveva accordi con un massimo di 10 società per spot pubblicitari, tra cui JTB e Yōfuku no Aoyama, ed è stato riferito che il suo accordo con SSP potrebbe essere terminato, con i suoi accordi commerciali con altre società interessate. Oscar Promotion, l'agenzia di Takei, si scusò con i suoi clienti e stava negoziando sanzioni per violazione del contratto. La sanzione per la sua violazione del contratto avrebbe potuto raggiungere fino a 1 miliardo di yen (circa 9,11 milioni di dollari). Il film doveva quindi essere presentato in anteprima nei cinema giapponesi il 3 luglio 2020, ma è stato posticipato al 23 aprile 2021, a causa del recente COVID-19. Otomo ha commentato la chiusura dello studio dopo che il governo ha dichiarato lo stato di emergenza, quindi l'intera produzione si è fermata. Di conseguenza, lo staff non ha potuto fare lavori di post-produzione, prepararsi per l'uscita del film e altri compiti. Con la nuova data di uscita, Otomo punta ad alzare il livello di qualità ancora più di prima.

### Riprese
Questa quarta voce è stata prodotta nello stesso periodo di tempo con la quinta. Le riprese del film sono iniziate il 4 novembre 2018 e si sono concluse il 28 giugno 2019. Le riprese su larga scala per più di 7 mesi sono state effettuate in 43 località a livello nazionale, tra cui Kyoto, Nara, Shiga, Mie, Hyōgo, Kumamoto, Hiroshima, Tochigi, Saitama, Shizuoka, Osaka e Nagano. Ha utilizzato un totale di 6.000 extra. Durante le riprese del film, Satoh ha affrontato la grande difficoltà di girare scene in cui Kenshin combatte una grande quantità di nemici da solo. C'erano diversi giri della telecamera mentre questi combattimenti si verificavano per rendere le battaglie più attraenti, il che rendeva più stancanti delle battaglie uno contro uno, ma a costo di diventare più stanchi. La battaglia finale tra Kenshin ed Enishi ha dovuto essere rifatta più volte perché Satoh si è stancato di muoversi quattro volte in totale. Satoh ha elogiato il lavoro di Arata come Enishi in quanto ha reso l'antagonista terrificante al punto che il comico Kenshin agisce con più tensione in risposta alle sue minacce che gli hanno fatto cadere l'effetto sonoro "Oro". Arata ha anche elogiato le opere di Satoh mentre portava avanti il franchise per diversi anni nei film live-action.
Emi Takei ha preso una dieta per mantenere il suo corpo correttamente per il personaggio di Kaoru. Mackenyu, un fan della saga di Rurouni Kenshin, non ha potuto nascondere la sua sorpresa quando gli è stato offerto di interpretare Enishi. Enishi è descritto come il nemico più temuto della serie. Per abbinare il suo fisico, Mackenyu si è allenato, ma si è concentrato sulla sua mentalità. Come attore è davvero felice di essere stato in grado di far parte di un set in cui può mostrare appieno le sue capacità. Durante l'esecuzione delle scene d'azione con Tanigaki e la sua squadra, a volte suggeriva le sue idee per i movimenti di Enishi. Oltre alle scene con Kenshin, le scene con Kaoru sono un punto culminante. Mackenyu pensa che il pubblico possa vedere un altro lato di Enishi. Quando si sono scambiati conversazioni, e le sue azioni intorno a lei potrebbero mostrare la profondità del personaggio mentre rivive il suo trauma di aver perso Tomoe. Per quanto riguarda i cattivi di Rurouni Kenshin, voleva anche che Enishi sembrasse più minaccioso del precedente antagonista, Shishio Makoto. Ryūnosuke Kamiki tornò ad agire come Seta Sojiro che sorprese i media in generale perché il suo personaggio non era presente nel manga originale.

## Distribuzione
Il film è stato presentato in anteprima il 23 aprile 2021 nelle sale giapponesi. Tutti e cinque i film della serie Rurouni Kenshin sono stati proiettati al 24° Shanghai International Film Festival (SIFF), che si è tenuto dall'11 al 20 giugno 2021. Rurouni Kenshin è stata la prima serie live action giapponese invitata ad essere proiettata nella sezione Movie Franchise dello Shanghai International Film Festival, che è stata recentemente istituita nel 2016, mentre solo i franchise di successo di Hollywood sono stati invitati prima. Questa fu anche la prima internazionale di The Final e The Beginning. The Final è stato pubblicato su Netflix il 18 giugno 2021, che includeva un doppiaggio inglese.
In Giappone, il film è uscito sulle piattaforme digitali il 22 settembre 2021 e in Blu-ray e DVD il 13 ottobre 2021.

## Accoglienza

### Incassi
L'opera è stata distribuita su 480 schermi in 362 sale a livello nazionale dal 23 aprile 2021. A causa dello stato di emergenza, 63 edifici a Tokyo, Osaka, Hyogo e Kyoto sono stati chiusi dal 25 (64 in totale dal 26 e 67 in totale dal 27). Nonostante ciò, le entrate al botteghino di oltre 535 milioni di yen (oltre 371.000 spettatori) sono state registrate nei primi due giorni che sono diventati il box office di apertura del fine settimana n. 1 in una categoria di film live-action usciti in quell'anno.
Il film ha incassato 745 milioni di yen (circa 6,9 milioni di dollari) nei primi tre giorni di proiezione.  In totale, il film ha incassato 4,34 miliardi di yen (circa 37,8 milioni di dollari) al botteghino giapponese. 

### Critica
La risposta della critica a The Final è generalmente positiva. Il Japan Times gli ha dato tre stelle e mezzo con commenti incentrati sulle sue sequenze di combattimento e sulla conclusione che dà all'arco di Kenshin. Decider ha anche apprezzato le sequenze di combattimento e la recitazione, anche se sentiva che il lato debole di Sanosuke avrebbe potuto imbattersi in un involontario esilarante durante l'atto finale. Tuttavia, l'inclusione di Seta Sojiro è stata elogiata per la performance di Ryunosuke Kamiki in quanto il personaggio è diventato un aiuto per Kenshin e vuole vedere la sua risoluzione alla sua vita da pacifista mentre si gode anche la maggiore attenzione su Misao e Saito. La storia d'amore tra Kenshin e Kaoru fu criticata come poco sviluppata. Asian Movie Web ha ritenuto che il film inizialmente soffrisse di un ritmo lento e che alcuni personaggi avessero piccoli ruoli rispetto ai loro lavori precedenti. Tuttavia, mentre ci sono stati cambiamenti nella sceneggiatura, il recensore ha apprezzato il modo in cui Misao e Shinomori hanno più tempo sullo schermo e che il coreografo Kenji Tanigaki ha superato se stesso nella realizzazione dei combattimenti, in particolare quelli che coinvolgono Kenshin, Enishi e Sojiro. Fiction Horizon ha anche notato che mentre ci sono stati diversi cambiamenti alla narrazione, i temi essenziali incentrati sul manga sono stati correttamente seguiti dal film, in particolare la ricerca di redenzione di Kenshin.
Diversi scrittori si sono concentrati sui ruoli di Mackenyu e Satō. Polygon afferma che Mackenyu "porta carisma tangibile al suo personaggio sullo schermo" e quanto sia contrastante la sua personalità caotica con il premuroso e rilassato Kenshin, dando ulteriore profondità alla rivalità in quanto rappresentavano il caos dell'era Meiji. Tuttavia, Anime News Network ha ritenuto che Sanosuke ed Enishi avessero poco sviluppo rispetto ai loro personaggi originali del manga. Fiction Horizon ha anche notato che il combattimento tra Kenshin ed Enishi era ben coreografato e serviva come un vero e proprio finale. Ad Anime News Network è piaciuto il concetto di caratterizzazione di Enishi a causa del nuovo tipo di minaccia che porta a Kenshin non solo per le sue abilità, ma anche per il fatto che quest'ultimo possa portargli una soluzione per redimersi per aver ucciso Tomoe durante gli eventi di Beginning. Tuttavia, ha lamentato che alcuni membri del cast hanno ruoli minori nella narrazione. Medium paragonò la minaccia fornita all'era Meiji tra Enishi e Shishio, ma sentì che a quest'ultimo era stata data una minaccia più grande per la pace in contrasto con i piani di Enishi in quanto era più personale a causa del desiderio di vendetta nei confronti di Kenshin. Kasumi Arimura e Mackenyu sono stati anche considerati da GamerFocus come i migliori attori del film a causa di quanto forte sia la loro presenza nel personaggio principale e la loro caratterizzazione. Ha elogiato la qualità del film, considerando le scene originali forti come la narrazione originale creata da Watsuki e che il personaggio di Kenshin ha raggiunto un finale adeguato dopo diversi film grazie alla performance di Satoh.
Lo scrittore di Film School Rejects Rob Hunter ha elencato il film come il miglior film d'azione del 2021.